# FINA Water Polo World League 2011 (maschile)
La World League maschile di pallanuoto 2011 è stata la 10ª edizione della manifestazione che viene organizzata annualmente dalla FINA. La competizione si è svolta in due fasi, un turno di qualificazione e una fase finale, la cosiddetta Super Final, che si è tenuta in Italia, alla piscina Paolo Costoli di Firenze, dal 21 al 26 giugno.
Al turno preliminare hanno partecipato 19 nazionali suddivise in tre zone geografiche: Europa, Asia/Oceania, Africa e Americhe. Si sono qualificate alla fase finale 4 nazionali europee, 2 dalla zona Asia/Oceania, e 2 americane.
Nella Super Final di Firenze la Serbia, battendo in finale l'Italia, ha conquistato il suo secondo successo consecutivo e la qualificazione alle Olimpiadi di Londra 2012.

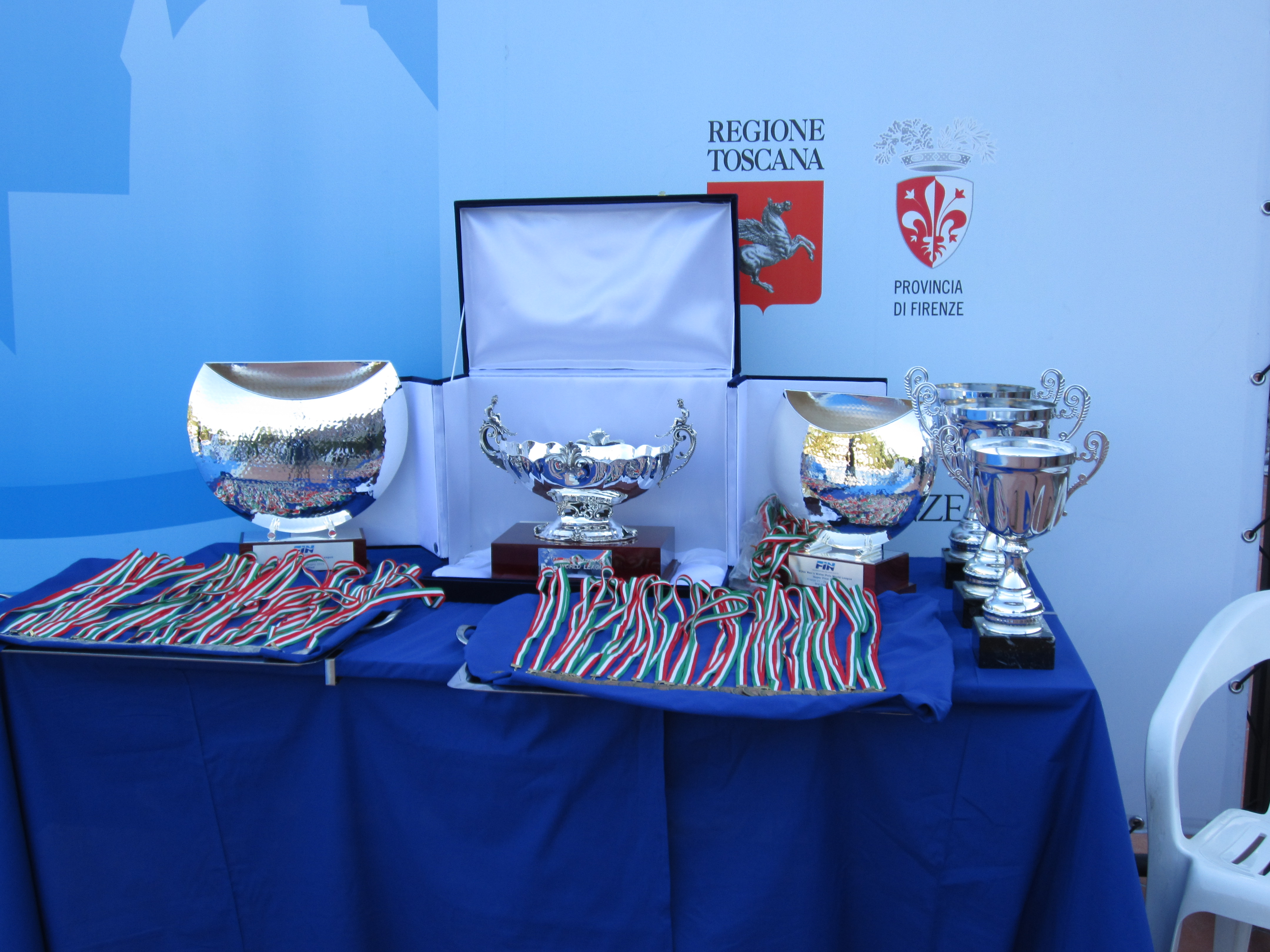
Tavolo con i premi

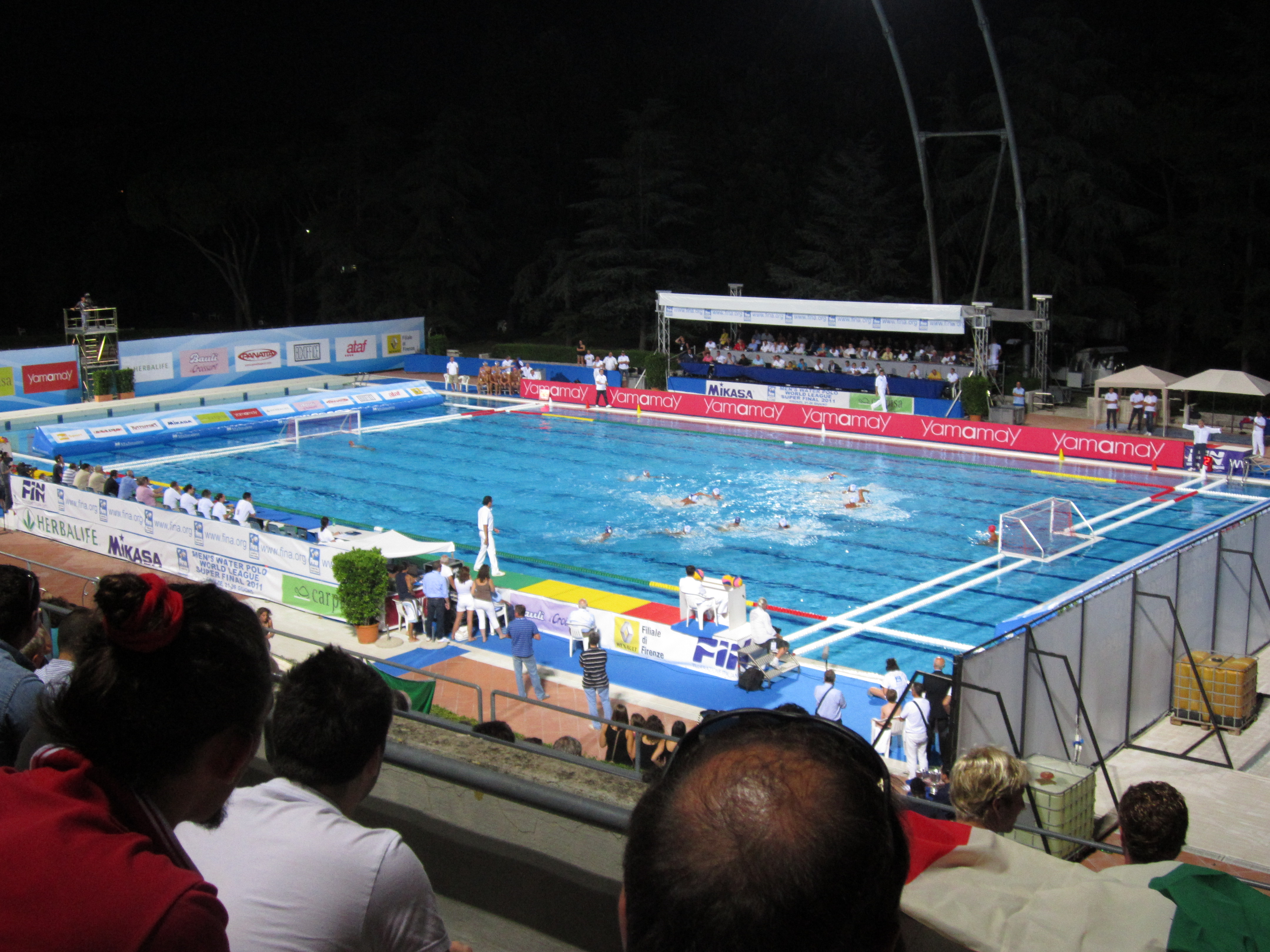
Un momento della finale tra Serbia e Italia

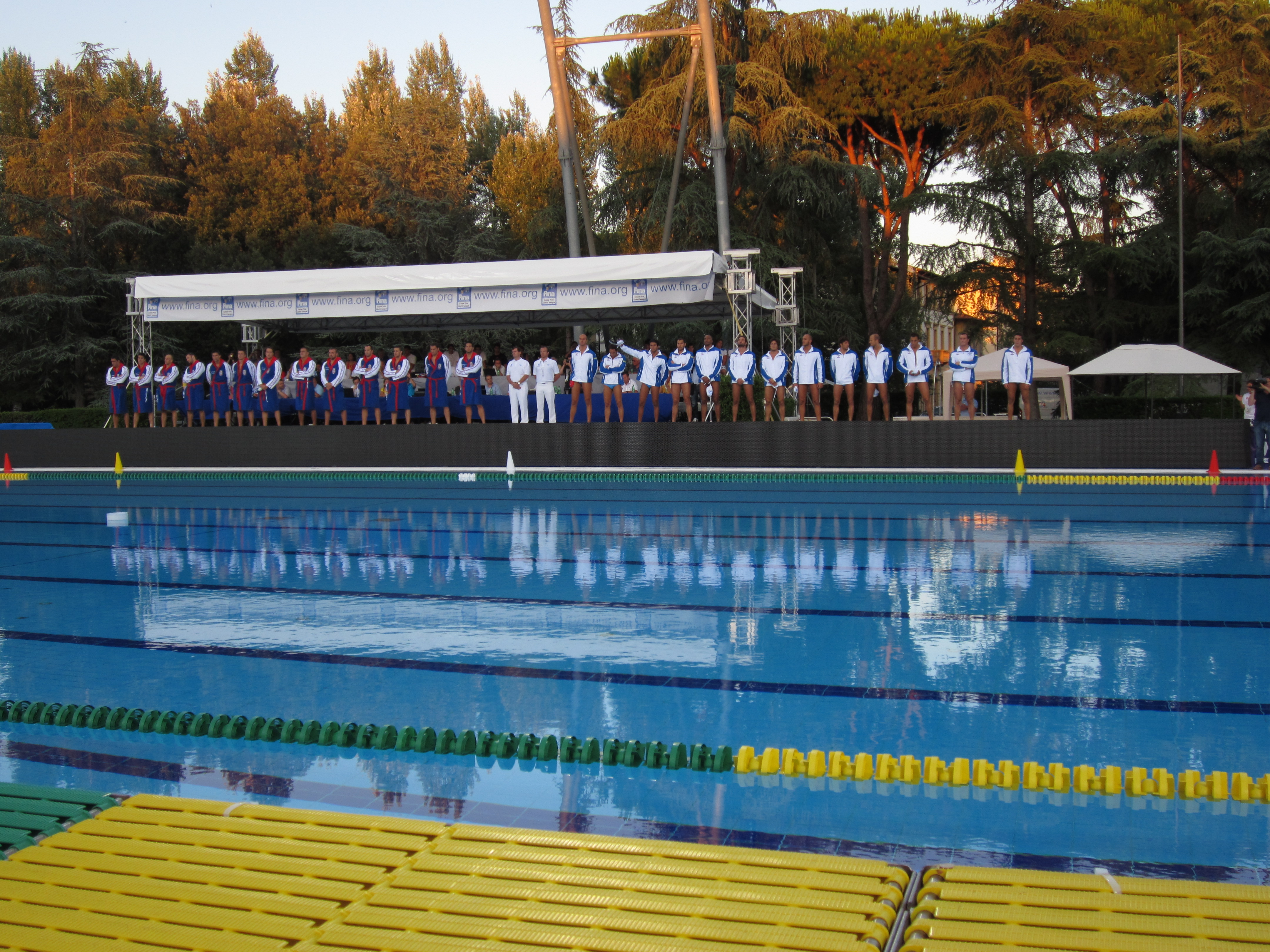
Italia e Croazia prima della semifinale

## Tornei di qualificazione

### Africa
Un girone che si sarebbe dovuto disputare ad Algeri (Algeria) fra il 13 e il 15 maggio 2011, ma il torneo è stato cancellato.

### Americhe
Un girone disputatosi a Costa Mesa (USA) il 13 ed il 15 maggio 2011. Con la cancellazione del torneo africano entrambe le formazioni americane hanno ottenuto la qualificazione per la Super Final.
- 13 maggio 2011

| Stati Uniti | 8 - 5 | Canada |

- 15 maggio 2011

| Stati Uniti | 8 - 6 | Canada |

### Asia/Oceania
Un girone organizzato in due turni diversi: il primo da disputarsi a Auckland (Nuova Zelanda) fra il 9 ed il 13 maggio 2011, il secondo a Sydney (Australia) fra il 16 ed il 20 maggio 2011.
|   | Squadra       | Pti | G | V | VR | PR | P | GF  | GS  | DR  |
| - | ------------- | --- | - | - | -- | -- | - | --- | --- | --- |
| 1 | Australia     | 24  | 8 | 8 | 0  | 0  | 0 | 110 | 47  | +63 |
| 2 | Cina          | 17  | 8 | 5 | 1  | 0  | 2 | 67  | 62  | +6  |
| 3 | Giappone      | 12  | 8 | 4 | 0  | 0  | 4 | 86  | 61  | +25 |
| 4 | Kazakistan    | 7   | 8 | 2 | 0  | 1  | 5 | 73  | 76  | -3  |
| 5 | Nuova Zelanda | 0   | 8 | 0 | 0  | 0  | 8 | 44  | 134 | -90 |

- Auckland
- 9 maggio 2011

| Giappone      | 10 - 8 | Kazakistan |
| Nuova Zelanda | 4 - 22 | Australia  |

- 10 maggio 2011

| Kazakistan    | 7 - 9  | Cina     |
| Nuova Zelanda | 3 - 17 | Giappone |

- 11 maggio 2011

| Australia | 11 - 7 | Kazakistan |
| Giappone  | 6 - 7  | Cina       |

- 12 maggio 2011

| Cina          | 7 - 15 | Australia  |
| Nuova Zelanda | 5 - 12 | Kazakistan |

- 13 maggio 2011

| Giappone      | 6 - 8  | Australia |
| Nuova Zelanda | 6 - 12 | Cina      |

- Sydney
- 16 maggio 2011

| Nuova Zelanda | 6 - 12 | Cina       |
| Australia     | 11 - 5 | Kazakistan |

- 17 maggio 2011

| Australia  | 22 - 3  | Nuova Zelanda |
| Kazakistan | 10 - 11 | Giappone      |

- 18 maggio 2011

| Cina      | 7 - 7 12-10 dtr | Kazakistan |
| Australia | 12 - 10         | Giappone   |

- 19 maggio 2011

| Giappone      | 6 - 8   | Cina       |
| Nuova Zelanda | 12 - 17 | Kazakistan |

- 20 maggio 2011

| Nuova Zelanda | 5 - 20 | Giappone |
| Australia     | 9 - 5  | Cina     |

### Europa
Il torneo europeo è suddiviso in tre gironi da 4 squadre ciascuno. Si gioca secondo la modalità andata e ritorno e si qualificano alla fase finale le prime di ciascun girone. Del girone C si qualificano 2 squadre, l'Italia e la migliore nazione delle rimanenti.

Il totale delle squadre europee qualificate alla fase finale è di 4.

#### Gruppo A
|   | Squadra   | Pti | G | V | VR | PR | P | GF | GS | DR  |
| - | --------- | --- | - | - | -- | -- | - | -- | -- | --- |
| 1 | Serbia    | 14  | 6 | 4 | 1  | 0  | 1 | 66 | 43 | +23 |
| 2 | Spagna    | 11  | 6 | 3 | 0  | 2  | 1 | 56 | 53 | +3  |
| 3 | Germania  | 9   | 6 | 2 | 1  | 1  | 2 | 52 | 55 | -3  |
| 4 | Macedonia | 2   | 6 | 0 | 1  | 0  | 5 | 39 | 62 | -23 |

16 novembre 2010
| Belgrado   | Serbia | 10 – 6          | Macedonia |
| Barcellona | Spagna | 9 – 9 11-12 dtr | Germania  |

7 dicembre 2010
| Magdeburgo | Germania  | 9 – 13 | Serbia |
| Skopje     | Macedonia | 8 – 12 | Spagna |

25 gennaio 2011
| Barcellona | Spagna   | 4 – 12 | Serbia    |
| Stoccarda  | Germania | 7 – 6  | Macedonia |

22 febbraio 2011
| Skopje  | Macedonia | 4 – 12 | Serbia |
| Berlino | Germania  | 8 – 9  | Spagna |

22 marzo 2011
| Kruševac | Serbia | 9 – 10 | Germania |

5 aprile 2011
| Torrevieja | Spagna | 12 – 6 | Macedonia |

19 aprile 2011
| Belgrado | Serbia    | 10 – 10 14-12 dtr | Spagna   |
| Skopje   | Macedonia | 9 – 9 14-12 dtr   | Germania |

#### Gruppo B
|   | Squadra    | Pti | G | V | VR | PR | P | GF | GS | DR  |
| - | ---------- | --- | - | - | -- | -- | - | -- | -- | --- |
| 1 | Montenegro | 17  | 6 | 5 | 1  | 0  | 0 | 75 | 30 | +45 |
| 2 | Romania    | 13  | 6 | 4 | 0  | 1  | 1 | 54 | 48 | +6  |
| 3 | Russia     | 6   | 6 | 2 | 0  | 0  | 4 | 49 | 52 | -3  |
| 4 | Turchia    | 0   | 6 | 0 | 0  | 0  | 6 | 20 | 68 | -48 |

16 novembre 2010
| Cattaro | Montenegro | 16 – 2 | Turchia |
| Kazan'  | Russia     | 7 – 8  | Romania |

7 dicembre 2010
| Oradea   | Romania | 6 – 15 | Montenegro |
| Istanbul | Turchia | 3 – 9  | Russia     |

25 gennaio 2011
| Volgograd | Russia  | 9 – 12 | Montenegro |
| Bucarest  | Romania | 10 – 4 | Turchia    |

22 febbraio 2011
| Istanbul | Turchia | 2 – 9  | Montenegro |
| Oradea   | Romania | 11 – 8 | Russia     |

22 marzo 2011
| Budua     | Montenegro | 5 – 5 9-8 dtr | Romania |
| Volgograd | Russia     | 13 – 4        | Turchia |

19 aprile 2011
| Castelnuovo | Montenegro | 14 – 3 | Russia  |
| Istanbul    | Turchia    | 5 – 11 | Romania |

#### Gruppo C
|   | Squadra     | Pti | G | V | VR | PR | P | GF | GS | DR  |
| - | ----------- | --- | - | - | -- | -- | - | -- | -- | --- |
| 1 | Croazia     | 17  | 6 | 5 | 1  | 0  | 0 | 64 | 39 | +25 |
| 2 | Italia      | 13  | 6 | 4 | 0  | 1  | 1 | 55 | 37 | +18 |
| 3 | Grecia      | 6   | 6 | 2 | 0  | 0  | 4 | 42 | 49 | -7  |
| 4 | Paesi Bassi | 0   | 6 | 0 | 0  | 0  | 6 | 31 | 67 | -36 |

16 novembre 2010
| Ragusa  | Croazia | 15 – 7 | Paesi Bassi |
| Bergamo | Italia  | 11 – 6 | Grecia      |

7 dicembre 2010
| Atene     | Grecia      | 4 – 10 | Croazia |
| Eindhoven | Paesi Bassi | 6 – 16 | Italia  |

25 gennaio 2011
| Bari  | Italia | 6 – 10 | Croazia     |
| Atene | Grecia | 11 – 4 | Paesi Bassi |

22 febbraio 2011
| Dordrecht | Paesi Bassi | 6 – 9 | Croazia |
| Atene     | Grecia      | 4 – 7 | Italia  |

22 marzo 2011
| Zagabria | Croazia | 14 – 10 | Grecia      |
| Palermo  | Italia  | 9 – 5   | Paesi Bassi |

19 aprile 2011
| Fiume     | Croazia     | 6 – 6 10-8 dtr | Italia |
| Nijverdal | Paesi Bassi | 3 – 7          | Grecia |

## Super Final
Le 8 squadre qualificate alla fase finale vengono suddivise in due gruppi da quattro squadre ciascuna. Ogni squadra affronta le altre del proprio girone una sola volta, per un totale di 3 partite per squadra. Tale turno serve esclusivamente per determinare gli accoppiamenti dei successivi quarti di finale, dove la prima di un girone affronta la quarta dell'altro, mentre seconde e terze si incroceranno alla stessa maniera.

### Fase preliminare

#### Gruppo A
|    | Squadra     | Pti | G | V | VR | SR | S | GF | GS | DR  |
| -- | ----------- | --- | - | - | -- | -- | - | -- | -- | --- |
| 1. | Serbia      | 8   | 3 | 2 | 1  | 0  | 0 | 34 | 17 | +17 |
| 2. | Italia      | 7   | 3 | 2 | 0  | 1  | 0 | 32 | 23 | +9  |
| 3. | Stati Uniti | 3   | 3 | 1 | 0  | 0  | 2 | 23 | 27 | -4  |
| 4. | Cina        | 0   | 3 | 0 | 0  | 0  | 3 | 17 | 38 | -21 |

| Data   | Ora   | Gara        | Gara                  | Gara        |
| ------ | ----- | ----------- | --------------------- | ----------- |
| 21 giu | 17:30 | Serbia      | 13-2                  | Cina        |
| 21 giu | 20:30 | Stati Uniti | 4-10                  | Italia      |
| 22 giu | 16:00 | Stati Uniti | 13-6                  | Cina        |
| 22 giu | 20:30 | Serbia      | 13-12 (rig; tr:10-10) | Italia      |
| 23 giu | 17:30 | Serbia      | 11-5                  | Stati Uniti |
| 23 giu | 20:30 | Italia      | 12-9                  | Cina        |

#### Gruppo B
|    | Squadra    | Pti | G | V | VR | SR | S | GF | GS | DR  |
| -- | ---------- | --- | - | - | -- | -- | - | -- | -- | --- |
| 1. | Croazia    | 9   | 3 | 3 | 0  | 0  | 0 | 36 | 19 | +17 |
| 2. | Montenegro | 5   | 3 | 1 | 1  | 0  | 1 | 17 | 21 | -4  |
| 3. | Australia  | 4   | 3 | 1 | 0  | 1  | 1 | 23 | 24 | -1  |
| 4. | Canada     | 0   | 3 | 0 | 0  | 0  | 3 | 22 | 34 | -12 |

| Data   | Ora   | Gara       | Gara               | Gara       |
| ------ | ----- | ---------- | ------------------ | ---------- |
| 21 giu | 16:00 | Croazia    | 12-6               | Australia  |
| 21 giu | 19:00 | Canada     | 6-8                | Montenegro |
| 22 giu | 17:30 | Croazia    | 11-5               | Montenegro |
| 22 giu | 19:00 | Australia  | 13-8               | Canada     |
| 23 giu | 16:00 | Montenegro | 8-5 (rig; tr: 4-4) | Australia  |
| 23 giu | 19:00 | Croazia    | 13-8               | Canada     |

### Fase finale

#### Tabellone
|  | Quarti di finale | Quarti di finale |         |         | Semifinali                | Semifinali                |  |  | Finale | Finale |
|  |                  |                  |         |         |                           |                           |  |  |        |        |
|  |                  |                  |         |         |                           |                           |  |  |        |        |
|  |                  |                  |         |         |                           |                           |  |  |        |        |
|  | A1: Serbia       | 19               |         |         |                           |                           |  |  |        |        |
|  | A1: Serbia       | 19               |         |         |                           |                           |  |  |        |        |
|  | B4: Canada       | 7                |         |         |                           |                           |  |  |        |        |
|  | B4: Canada       | 7                | Serbia  | 8       |                           |                           |  |  |        |        |
|  |                  |                  | Serbia  | 8       |                           |                           |  |  |        |        |
|  |                  | Stati Uniti      | 5       |         |                           |                           |  |  |        |        |
|  | B2: Montenegro   | Stati Uniti      | 5       | 9       |                           |                           |  |  |        |        |
|  | B2: Montenegro   |                  |         | 9       |                           |                           |  |  |        |        |
|  | A3: Stati Uniti  | 10               |         |         |                           |                           |  |  |        |        |
|  | A3: Stati Uniti  | 10               | Serbia  | 8       |                           |                           |  |  |        |        |
|  |                  |                  | Serbia  | 8       |                           |                           |  |  |        |        |
|  |                  | Italia           | 7       |         |                           |                           |  |  |        |        |
|  | B1: Croazia      | Italia           | 7       | 15      |                           |                           |  |  |        |        |
|  | B1: Croazia      |                  |         | 15      |                           |                           |  |  |        |        |
|  | A4: Cina         | 5                |         |         |                           |                           |  |  |        |        |
|  | A4: Cina         | 5                | Croazia | 11      | Finale per il terzo posto | Finale per il terzo posto |  |  |        |        |
|  |                  |                  | Croazia | 11      | Finale per il terzo posto | Finale per il terzo posto |  |  |        |        |
|  |                  | Italia           | 13      |         |                           |                           |  |  |        |        |
|  | A2: Italia       | Italia           | 13      | 7       | Stati Uniti               | 5                         |  |  |        |        |
|  | A2: Italia       |                  |         | 7       | Stati Uniti               | 5                         |  |  |        |        |
|  | B3: Australia    | 6                |         | Croazia | 11                        |                           |  |  |        |        |
|  | B3: Australia    | 6                |         |         | 11                        |                           |  |  |        |        |
|  |                  |                  |         |         |                           |                           |  |  |        |        |
|  |                  |                  |         |         |                           |                           |  |  |        |        |

#### Quarti di finale
| Arbitri: | Flahive (AUS) Caputi (ITA) |

|            |           |                |
| 2: Janović | Marcatori | 1: 6 giocatori |

| Arbitri: | Margeta (SLO) Brguljan (MNE) |

|                        |           |               |
| 4: Filipović, Udovičić | Marcatori | 3: Constantin |

| Arbitri: | Terpenka (CAN) Goldenberg (USA) |

|                 |           |        |
| 3: Karac, Sukno | Marcatori | 3: Pan |

| Arbitri: | Čirić (SRB) Stavropoulos (GRE) |

|                        |           |           |
| 2: Aicardi, Presciutti | Marcatori | 2: Miller |

#### Semifinali
| Arbitri: | Moliner (ESP) Terpenka (CAN) |

|             |           |           |
| 2: Udovičić | Marcatori | 2: Bailey |

| Arbitri: | Naumov (RUS) Margeta (SLO) |

|                           |           |             |
| 2: Bošković, Sukno, Barac | Marcatori | 2: Figlioli |

##### 5º - 8º posto
| Arbitri: | Caputi (ITA) Čirić (SRB) |

|             |           |                |
| 4: McGregor | Marcatori | 1: 4 giocatori |

| Arbitri: | Peris (CRO) Stavropoulos (GRE) |

|                   |           |           |
| 3: Janović, Jokić | Marcatori | 3: Graham |

#### Finali
- 7º posto

| Arbitri: | Flahive (AUS) Brguljan (MNE) |

|             |           |        |
| 3: Mc Elroy | Marcatori | 3: Tan |

- 5º posto

| Arbitri: | Ni Shi (CHN) Goldenberg (USA) |

|             |           |             |
| 3: Petrović | Marcatori | 2: McGregor |

- 3º posto

| Arbitri: | Naumov (RUS) Stavropoulos (GRE) |

|           |           |                   |
| 2: Bailey | Marcatori | 3: Joković, Sukno |

- 1º posto

| Arbitri: | Margeta (SLO) Moliner (ESP) |

|              |           |            |
| 3: Filipović | Marcatori | 3: Aicardi |

## Classifica finale
| Pos. | Squadra     |
| ---- | ----------- |
|      | Serbia      |
|      | Italia      |
|      | Croazia     |
| 4    | Stati Uniti |
| 5    | Montenegro  |
| 6    | Australia   |
| 7    | Canada      |
| 8    | Cina        |

## Classifica marcatori
|  | Gol | Marcatore          | Squadra   |
|  | --- | ------------------ | --------- |
|  | 16  | Filip Filipović    | Serbia    |
|  | 16  | Sandro Sukno       | Croazia   |
|  | 13  | Alex Giorgetti     | Italia    |
|  | 12  | Nicolas Constantin | Canada    |
|  |     | Gojko Pijetlović   | Serbia    |
|  | 10  | Miho Bošković      | Croazia   |
|  |     | Kevin Graham       | Canada    |
|  |     | Sam Mc Gregor      | Australia |

### Riconoscimenti
- Miglior portiere: Slobodan Soro,  Serbia
- Miglior giocatore: Alex Giorgetti,  Italia